# Anna Spyridopoulou
Anna Spyridopoulou (in greco Άννα Σπυριδοπούλου?; Serres, 2 novembre 1988) è una cestista greca.

## Carriera
Con la Grecia ha disputato i Campionati mondiali del 2018 e due edizioni dei Campionati europei (2011, 2017).